# Heteropoda montana
Heteropoda montana là một loài nhện trong họ Sparassidae.
Loài này thuộc chi Heteropoda. Heteropoda montana được Tord Tamerlan Teodor Thorell miêu tả năm 1890.